# Hans Brandstetter

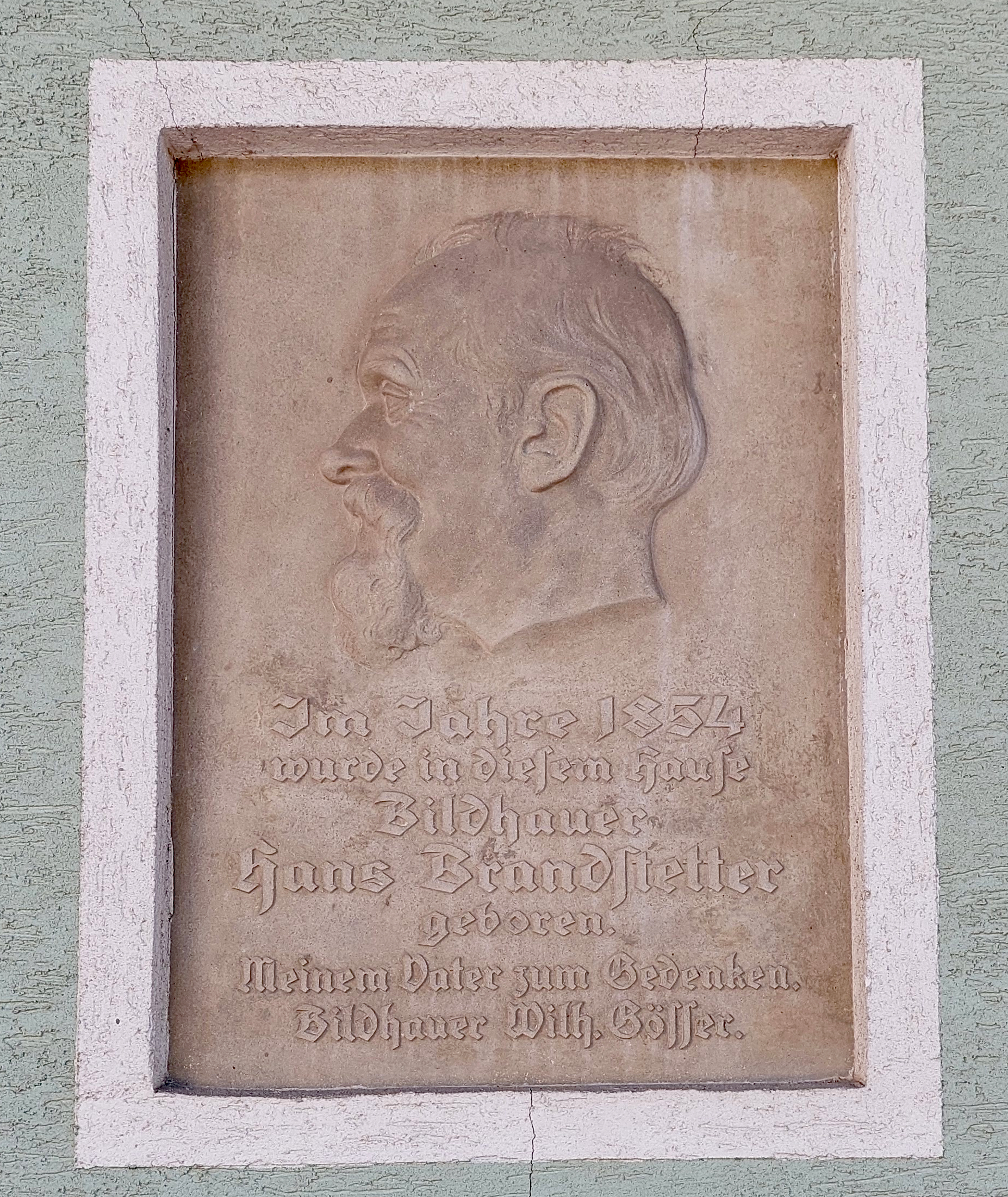
Von seinem Sohn Wilhelm Gösser geschaffene Gedenktafel für Hans Brandstetter an dessen Geburtshaus in Sankt Bartholomä

Hans Brandstetter (* 23. Januar 1854 in Michlbach, Gemeinde Sankt Bartholomä, Steiermark; † 4. Januar 1925 in Graz) war ein österreichischer Bildhauer und Holzschnitzer.

## Leben
Hans Brandstetter wurde als Sohn des Nagelschmieds Peter Brandstetter und dessen Ehefrau Juliana Thurner am Bauernhof vulgo Schulzen im heute zur Gemeinde Sankt Bartholomä gehörenten Teils von Michlbach geboren. Er begann (wie später sein Sohn Wilhelm Gösser, 1881–1966) beim Grazer Bildhauer Jakob Gschiel (1821–1908) eine Lehre. Nach weiterer Ausbildung im Kunstgewerbeverein studierte er an der Wiener Akademie der bildenden Künste zunächst bei Edmund Hellmer, dann, in nächster Stufe, bei Carl Kundmann. Außerdem verbrachte Brandstetter Studienaufenthalte in Rom und Paris. Nach mehr als 20 Jahren als Professor an der Staatsgewerbeschule Graz trat er 1914 in den Ruhestand. Seine Grabstätte befindet sich auf dem Stadtfriedhof St. Peter.

## Werke  (Auswahl)

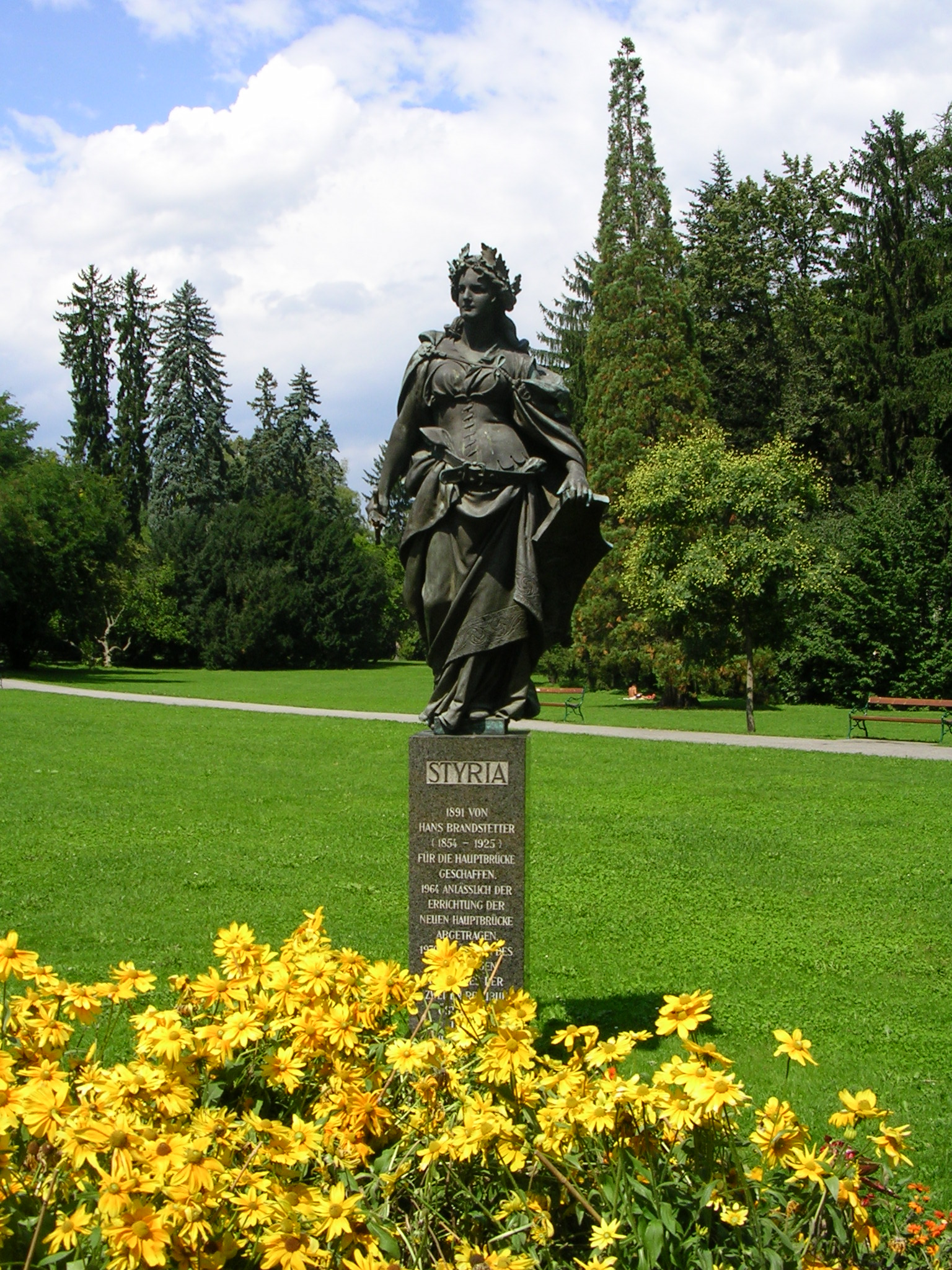
Styria von Hans Brandstetter 1891 für die Hauptbrücke geschaffen, seit dem Neubau im Grazer Stadtpark

- Innenausstattung der Herz-Jesu-Kirche in Graz (gilt als sein Hauptwerk)
- Waldlilie (1885) im Grazer Stadtpark
- Robert-Hamerling-Denkmal in Graz
- Karl-Morré-Denkmal in Graz
- Peter-Rosegger-Brunnen in Kapfenberg[3]
- Erzherzog-Johann-Standbild im Vestibül der Grazer Wechselseitigen Versicherungs-Gesellschaft
- Gedenktafel für Wilhelm Bücher in der Stiftskirche Admont
- Einige Statuen am Hauptgebäude der Universität Graz, insbesondere die Nischenfiguren von Erzherzog Karl II. und Kaiser Franz I.

## Ehrungen (Auswahl)
In Graz ist eine Gasse nach ihm benannt.